# داغستان الصفوية
ولاية داغستان (بالفارسية: ولایت داغستان) كانت إحدى ولايات الدولة الصفوية، وكانت متمركزة على أراضي جمهورية داغستان الحالية (شمال القوقاز، روسيا). كان العديد من كبار الشخصيات الصفوية ينحدرون أصلاً من هذه الولاية، أو كانت لهم جذور هناك.